# Lullaby (Angel)
Lullaby conocido en América Latina como Canción de Cuna y en España como Una Nana es el noveno episodio de la tercera temporada de la serie de televisión estadounidense Ángel. Escrito por y dirigido por Tim Minear. Se estrenó originalmente el 19 de noviembre de 2001.
En este episodio Ángel se ve obligado a lidiar no solo con el regreso de uno de sus más odiados enemigos sino enfrentar el nacimiento de su hijo. 

## Argumento
Ángel esta terriblemente sorprendido de ver ante sus ojos a un humano Holtz quien con la asistencia de sus sirvientes demonios acorrala al vampiro y se prepara para matarlo. Holtz se da cuenta de que hay algo diferente en su odiado enemigo y se pregunta que es, mientras Angel trata de explicarle que en efecto ha cambiado desde los últimos dos siglos.
Afuera del Hyperion el resto de la pandilla está tratando de consolar a Darla, ya que la vampiresa muestra estar cerca de dar a luz a su hijo. Dado que Ángel no se aparece, todos toman la decisión de retirarse, pero en su camino se interponen unos demonios sirvientes de Holtz con los que se ven obligados a pelear hasta que Darla arranca el convertible para retirarse de la presencia de todos. 
En un recuerdo de 1764, el cazador de vampiros Holtz encuentra en su hogar los cadáveres de su esposa Sarah y de su hijo de unos meses. La única a la que encuentra aparentemente ilesa es a su hija Caroline, quien de hecho esta vampirizada. Holtz queda muy afectado por su descubrimiento y se queda en su hogar hasta el día siguiente. Ante la vista de sus seguidores, Holtz mata a su ahora vampira hija exponiéndola a la luz del sol. 
En W&H Lilah, Gavin y Linwood están discutiendo la identidad del hombre misterioso que asesino a su equipo de búsqueda. Gavin cree que se trata de un viejo "amigo" de Ángel, remarcando que lo llamó Ángelus cuando los dos se vieron frente a frente. El comentario deja interesado a Linwood, mientras que Darla se ve preocupada y trata de tomar el asunto con sus propias manos. De vuelta en el Hyperion Ángel comienza a sacar teorías sobre las posibles formas en las que Holtz pudo ser transportado hasta el siglo XXI, acertando en su creencia de que fue gracias a un demonio y por el uso de magia negra. Los sirvientes de Holtz traen a Lilah ante su presencia por encontrarla en su intento por entrar al hotel. La abogada se ve sorprendida de descubrir que Ángel está siendo torturado y trata de razonar con Holtz para que la deje ir. Ángel aprovecha la distracción para activar una granada y escapar por el conducto del elevador al callejón donde sus amigos acaban de ser abandonados por la embarazada Darla.   
Ángel consigue interceptar a Darla en el tejado de un edificio donde comienzan a discutir sobre su hijo. Darla le revela que no quiere dejarlo nacer porque el alma de su hijo la ha "nutrido" hasta el punto en el que puede amar de manera sincera a la vida que crece dentro de ella y que por lo tanto al parirlo no quiere ni olvidar sus sentimientos por él. El resto de la pandilla habla con Lorne quien se encuentra añadiendo los toques finales a su canta bar con la esperanza de usarlo como lugar para que los vampiros puedan tener a su hijo. Lorne se muestra un poco molesto por la sugerencia pero aceta ayudar a la pandilla mientras despide a Arney, un demonio que se encontraba trabajando a medias en el equilibrio del hechizo que previene tanto violencia humana como demoníaca. 
En W& H Lilah lleva los pergaminos Nyazianos a un traductor que con las notas de Wesley, interpreta que la profecía habla de un nacimiento que no puede ocurrir. Holtz enfurece contra Sahjhan debido a que este último omitió comentarle sobre el alma que el vampiro carga actualmente. No obstante no se muestra arrepentido de seguir ejecutando su plan de venganza en contra de los vampiros que le arruinaron su vida. Gracias a un soplón Arney, Holtz comienza a destruir el canta bar con Investigaciones Ángel y a los vampiros dentro de él, atacando el lugar desde el exterior.
Con ayuda de Lorne, todos consiguen escapar de Caritas, pero antes de poder continuar en el camino, Darla vuelve a tener una contracción. Ángel y Fred deciden quedarse a atender a la vampiresa y el resto sale para ir por el auto de Ángel. Darla se ve muy triste por saber que su hijo está muriendo y sin oportunidad de dar a luz de todas las maneras humanamente posibles, la vampiresa se estaca a sí misma, desintegrando su cuerpo y dándole la oportunidad a su hijo de salir ileso. Holtz aparece en el callejón en su intento por matarlo, pero se ve sorprendido de ver que el vampiro tiene un hijo y aun en contra de los deseos de Sahjhan, deja que Ángel y Fred escapen con el recién nacido. Shajhan molesto critica a Holtz por faltar a su palabra de ayudarlo vengarse de Ángel. Sin embargo el cazador le aclara que el solo está esperando el momento adecuado.

## Elenco

### Principal
- David Boreanaz como Ángel.
- Charisma Carpenter como Cordelia Chase.
- Alexis Denisof como Wesley Wyndam-Pryce.
- J. Agust Richards como Charles Gunn.
- Amy Acker como Fred Burkle.

## Continuidad
- Darla sacrifica su vida para que su hijo nazca.
- El bar Caritas es destruido por tercera vez y de manera definitiva. La primera vez fue por el auto de Ángel cuando todos viajaron a Pylea, la segunda fue cuando Gio y el resto de la banda de Gunn atacaron el lugar y ahora por Holtz.
- Darla menciona que Angel como un humano murió en un callejón (Becoming)
- Que Holtz le haya permitido a Ángel escapar con vida junto a su hijo, es tan solo el inicio de su plan para vengarse del vampiro que le quitó todo.